# Kostel svatého Mikuláše Tolentinského (Vratěnín)
Kostel svatého Mikuláše Tolentinského je téměř zaniklý klášterní kostel při klášteru bosých augustiniánů na východním okraji obce Vratěnín v Jihomoravském kraji. Kostel je součástí areálu bývalého kláštera a je společně s ním chráněn jako kulturní památka České republiky.

## Historie
Základní kámen kostela byl posvěcen 29. července 1726. Dar ke stavbě byl ze strany uherčického hraběte Franze Heisslera z Heltersheimu potvrzen 1. ledna 1728, daroval mimo jiné 1000 měřic vápna a slíbil vybudovat hlavní oltář. Mniši pak museli za tento dar sloužit bohoslužbu za zemřelou hraběcí rodinu. Kostel pak byl dokončen do roku 1740, kůr a podélná loď kostela byly dokončeny již v roce 1729, celkové dokončení kostela pak proběhlo v roce 1739 a kostel byl dne 18. června 1739 vysvěcen.
V kostele byl postaven hlavní oltář zasvěcený svatému Mikuláši Tolentinskému, boční oltář byl zasvěcen Nejsvětější Trojici, další malé oltáře byly zasvěceny sv. Antonínu Paduánskému a Čtrnácti svatým pomocníkům. V roce 1814 byl konvent s kostelem zrušen a proběhla inventarizace majetku, část majetku koupili představení louckého kláštera do budovaného kostela svatého Linharta v Havraníkách. V roce 1821 pak kostel i s klášterem vyhořel. Chrám už nebyl obnoven. Z uliční strany se z kostely dochovala část vysokého pilastrového řádu, který tvořil kostelní průčelí. Prostor bývalého interiéru kostela, ohraničeného dosud částečně dochovanými zdmi, slouží jako zahrada sousedního bývalého kláštera, který je využíván k obytným účelům. V prostoru presbytáře se také nachází hospodářské stavby.